# Call of Duty 4: Modern Warfare
Call of Duty 4: Modern Warfare ([kɔːl əv ˈdjuːti ~ ˈmɒdən ˈwɔːfeəʳ]) – gra komputerowa z gatunku first-person shooter, wyprodukowana przez amerykańskie studio Infinity Ward i wydana przez Activision na konsole gier wideo Xbox 360, PlayStation 3 i Wii oraz systemy operacyjne Microsoft Windows i OS X. Oddzielna wersja przenośna powstała na Nintendo DS. Gra została wydana w Ameryce Północnej, Australii i Europie w listopadzie 2007 roku na konsole gier wideo oraz Windows. Na Macintosha ukazała się we wrześniu 2008 roku, a na Wii – w listopadzie 2009 roku, zyskując nazwę Reflex Edition. W listopadzie 2016 roku ukaże się odświeżona wersja gry na PlayStation 4, Xbox One i komputery osobiste. Jest to czwarta część serii gier wideo Call of Duty (przy wyłączeniu dodatków) i pierwsza z podserii Modern Warfare, po której powstały bezpośrednie kontynuacje, Call of Duty: Modern Warfare 2 i Call of Duty: Modern Warfare 3. Gra jest pozbawiona scenerii II wojny światowej, charakterystycznej dla poprzednich gier z serii i osadzona w czasach współczesnych. Call of Duty 4 była produkowana przez dwa lata i używa zastrzeżonego silnika gry IW engine 4.0.
Akcja gry ma miejsce w roku 2011, kiedy przywódca radykałów dokonuje zamachu na życie prezydenta fikcyjnego kraju na Bliskim Wschodzie, a ruch ultranacjonalistyczny rozpoczyna wojnę domową w Rosji. Konflikty są widoczne z perspektyw amerykańskiego marine oraz brytyjskiego komandosa SAS-u, a toczą się one w wielu lokacjach takich jak Bliski Wschód, Azerbejdżan, Rosja i Prypeć na Ukrainie. Wieloosobowa część gry oferuje różne tryby rozgrywki i zawiera system poziomów, który pozwala graczowi na odblokowanie dodatkowych rodzajów broni, ulepszeń do niej oraz maskowań w miarę awansowania w hierarchii.
Gra zdobyła uznanie wśród krytyków, osiągając średnią ocen 94% zarówno w agregatorze GameRankings, jak i Metacritic. Chwalono w szczególności rozgrywkę, tryb gry wieloosobowej oraz fabułę, podczas gdy krytyka dotyczyła nieudanej próby wprowadzenia przez grę innowacji do gatunku first-person shooterów. Call of Duty 4 zdobyła liczne nagrody portali o grach komputerowych, między innymi Best Xbox 360 Game strony IGN. Była grą o najwyższej sprzedaży na świecie w roku 2007, wynoszącej około 7 milionów kopii do 19 stycznia 2008 i 13 milionów do maja 2009.

## Fabuła

### Bohaterowie
Podczas kampanii jednoosobowej gracz obejmuje kontrolę nad sześcioma różnymi bohaterami z perspektywy pierwszej osoby. Gracz wciela się przez większość czasu gry w rolę brytyjskiego rekruta Special Air Service, sierżanta Johna „Soapa” MacTavisha, zaczynając od jego zaciągu do 22 Pułku SAS. Sierżant Paul Jackson jest członkiem sił rozpoznawczych United States Marine Corps przerzuconym na Bliski Wschód, a gracz kontroluje go w trakcie pięciu poziomów aktu 1. Kapitan/porucznik John Price jest oficerem SAS-u, którym można kierować w dwóch retrospekcyjnych misjach. Głosu Price’owi użyczył aktor Billy Murray. Yasir Al-Fulani jest prezydentem nieokreślonego, bliskowschodniego państwa w grze i można nim kierować jedynie w otwierającej grę sekwencji przed jego egzekucją. Gracz wciela się w trakcie jednego poziomu w rolę amerykańskiego operatora uzbrojenia pokładowego samolotu AC-130, a w kończącym grę etapie – w brytyjskiego antyterrorystę SAS-u infiltrującego porwany samolot pasażerski w celu ochrony VIP-a.
Bohaterowie niezależni gry wyraźnie oddziałują na wydarzenia w opowieści. Kapitan John Price (jako bohater niezależny) oraz jego prawa ręka, Gaz (głos mu podkłada Craig Fairbrass), służą jako mentorzy MacTavisha. Pluton USMC Jacksona jest dowodzony przez porucznika Vasqueza (o głosie Davida Sobolova) i sierżanta sztabowego Griggsa (głos mu podkłada główny animator Infinity Ward, Mark Grigsby); Griggs później towarzyszy MacTavishowi w Rosji. Sierżant Kamarow dowodzi rosyjskimi lojalistami, sprzymierzonymi z SAS-em i siłami USMC. „Nikołaj” to rosyjski informator, który pomaga SAS-owi. Kapitan MacMillan jest mentorem Price’a i dowodzącym oficerem podczas retrospekcji do próby zamachu na Zachajewa.
W grze głównymi przeciwnikami są: Imran Zachajew, przywódca Ultranacjonalistycznej Partii Rosyjskiej i główny przeciwnik w grze; Khaled Al-Asad, dowódca sił rewolucyjnych (OpFor) na Bliskim Wschodzie i sprzymierzeniec Imrana Zachajewa; oraz Wiktor Zachajew, syn Imrana Zachajewa i ważna osobistość w Partii Ultranacjonalistycznej.

### Streszczenie
Gra rozpoczyna się w momencie, gdy sierżant John „Soap” MacTavish rozpoczyna swą karierę w brytyjskim SAS na obozie treningowym w Credenhill w Wielkiej Brytanii, gdzie trenuje przed akcją na statku handlowym.
Po dotarciu na statek pływający na Morzu Beringa Soap, kapitan Price, Gaz i kilku członków SAS-u próbują znaleźć ładunek nuklearny na pokładzie. Po tym, jak oczyszczają okręt z pilnujących go rosyjskich żołnierzy i załogi, ten zostaje zaatakowany przez rosyjskie MiGi i zaczyna tonąć. Drużyna ucieka z manifestem okrętowym, który staje się dowodem powiązań Rosyjskiej Partii Ultranacjonalistycznej z frakcją buntowników na Bliskim Wschodzie.
Przywódca rosyjskich ultranacjonalistów Imran Zachajew, który planuje przywrócić w swej ojczyźnie czasy Związku Radzieckiego, odwraca uwagę świata od swych planów poprzez wsparcie zamachu stanu w nieokreślonym państwie bliskowschodnim. Przewrót zorganizowany jest przez wodza lokalnych separatystów Khaleda Al-Asada. W miarę rozwoju fabuły amerykański rząd rozpoczyna akcję policyjną w celu powstrzymania powstania, podczas gdy SAS kontynuuje operację w Rosji. Po tym, jak prezydent Al-Fulani z państwa bliskowschodniego zostaje zamordowany na żywo w telewizji i władzę nad krajem przejmuje Al-Asad, SAS ratuje swojego informatora Nikołaja od sił rosyjskich ultranacjonalistów.
W trakcie amerykańskiej inwazji na bliskowschodnie państwo pluton z 1 Kompanii Zwiadu USMC, dowodzony przez porucznika Vasqueza, poszukuje Al-Asada, lecz żołnierze się spóźniają i jedynie ratują stację telewizyjną przed planem Al-Asada. Potem przystępują do udzielenia pomocy innym jednostkom amerykańskim, które toczą bitwę przeciwko separatystom. W trakcie końcowych etapów operacji Centralne Dowództwo Stanów Zjednoczonych dowiaduje się o pozycjach rewolucjonistów w stolicy, lecz zostaje także poinformowane przez SEAL Team Six o pobliskiej rosyjskiej broni jądrowej i wysyła drużynę wsparcia do działań antynuklearnych. Jednak ładunek nuklearny nagle wybucha, rażąc większość miasta, zabijając własnych żołnierzy i cywili, a także amerykańskie siły inwazyjne składające się z 30 tysięcy marines. Tuż przed wybuchem drużyna Vasqueza ewakuuje się w śmigłowcu. Podczas ucieczki z miasta helikopter drużyny zostaje dotknięty falą uderzeniową, w wyniku czego ginie cała jego załoga.
Wkrótce Brytyjczycy dowiadują się, że Al-Asad uciekł z kraju przed amerykańską inwazją i ukrywa się w zabezpieczonej posiadłości w Azerbejdżanie. Z pomocą logistyczną Nikołaja i wsparciem żołnierzy rosyjskich lojalistów SAS oczyszcza wioskę z sił ultranacjonalistycznych, a także dokonuje pojmania i przesłuchania wodza separatystów w jego domu. Po wysłuchaniu głosu dzwoniącego na telefon Al-Asada ten zostaje zabity przez kapitana Price’a, który dowiaduje się, że protektorem zabitego jest Zachajew. Potem Price wspomina swoją misję zabicia Zachajewa w Prypeci na Ukrainie 15 lat wcześniej.
W następstwie katastrofy elektrowni jądrowej w Czarnobylu oraz rozpadu Związku Radzieckiego Zachajew wykorzystał niepokoje społeczne do odnoszenia zysku z proliferacji i użył swojego nowego majątku do zwabienia żołnierzy Armii Czerwonej w celu utworzenia Partii Ultranacjonalistycznej. W 1996 roku Price wraz z kapitanem MacMillanem, szkockim kapitanem SAS-u, miał dokonać tajnego zamachu na Zachajewa. Po przekradnięciu się do Prypeci i ukryciu w opuszczonym hotelu Price postrzelił Zachajewa, który przeżył, straciwszy tylko lewą rękę. Price i MacMillian ledwo się ewakuowali.
Następuje powrót do teraźniejszości, kiedy przeprowadzona zostaje połączona operacja jednostki SAS-u Price’a, sił USMC dowodzonych przez sierżanta sztabowego Griggsa oraz sił rosyjskich lojalistów dowodzonych przez sierżanta Kamarowa w celu powstrzymania Zachajewa. Próbują oni schwytać jego syna Wiktora w nieokreślonym mieście rosyjskim, by dowiedzieć się o położeniu Zachajewa, lecz otoczony Wiktor popełnia samobójstwo, chcąc uniknąć pojmania. Zachajew wścieka się, obwiniając Zachód o śmierć syna i planuje wziąć odwet poprzez odpalenie uzbrojonego w głowice nuklearne pocisku ICBM w kierunku wschodniego wybrzeża Stanów Zjednoczonych, co ma pochłonąć ponad 41 milionów ofiar. Gdy członkowie grupy operacyjnej przybywają do instalacji w Rosji, Zachajew próbuje odpalić pociski ICBM w kierunku Stanów Zjednoczonych. Jednak drużyna skutecznie przejmuje kontrolę nad pokojem dowodzenia silosem i detonuje pocisk nad Atlantykiem. Żołnierze opuszczają instalację w ciężarówkach wojskowych, ścigani przez siły Zachajewa.
Zanim drużyna zdoła uciec przez pobliski most, ten zostaje zniszczony przez Mi-24, przez co żołnierze wpadają w pułapkę. Siły Zachajewa przybywają i nawiązują walkę z pozostałymi członkami sił uderzeniowych. Gaz otrzymuje wiadomość od Kamarowa, który informuje go, że jego żołnierze wkrótce przybędą z pomocą. Na moście wybucha cysterna z gazem, co obezwładnia większość pobliskich żołnierzy, z wyjątkiem Griggsa, który zostaje zabity podczas próby przeniesienia Soapa w bezpieczniejsze miejsce. Zachajew wraz z dwoma swoimi poplecznikami rozpoczyna egzekucję Gaza i innych ocalałych członków sił uderzeniowych. Zanim dochodzi do Soapa i Price’a, jego uwagę odwraca zniszczenie jego śmigłowca i przybycie śmigłowców lojalistów. Gdy Zachajew odwraca wzrok, Price podaje pistolet Soapowi, który zabija Zachajewa i jego dwóch strażników. Gdy Kamarow i jego drużyna przybywają, Soap zostaje ewakuowany w bezpieczne miejsce, podczas gdy rosyjski sanitariusz próbuje dokonać resuscytacji Price’a.
Po zakończeniu gry następuje końcowa misja (epilog), w której nieokreślony operator SAS-u wraz z jego drużyną musi uratować ważną osobistość polityczną z samolotu porwanego przez terrorystów.

## Rozgrywka
Przeniesienie akcji gry w czasy współczesne oznaczało wprowadzenie nowych rodzajów broni i technologii do serii Call of Duty, na przykład karabinu M14, karabinka M4A1 z akcesoriami SOPMOD, karabinu wyborowego M40A3, granatnika M203, celownika laserowego AN/PEQ-2 w połączeniu z noktowizorem, pistoletu maszynowego MP5SD, AK-47 i modyfikacji AKS-74U oraz granatnika przeciwpancernego. Broń poległych wrogów można podnieść w celu zastąpienia nią arsenału gracza. Gracze mają także specjalne zdolności, między innymi zamontowanie granatnika na posiadanej broni, obsługa min przeciwpiechotnych Claymore z kablowym detonatorem i C4 oraz umiejętność wezwania ataku powietrznego bądź śmigłowca szturmowego.
Rozgrywka w Call of Duty 4 udostępnia kilka cech powtórzonych we wcześniejszych częściach serii. Ponownie gracze walczą wraz z kontrolowanymi przez sztuczną inteligencję towarzyszami. Pomagają oni podczas misji w grze poprzez prowadzenie ognia zaporowego oraz zabijanie wrogów.
Bohater może przyjmować trzy postawy: stojącą, kucającą lub leżącą; każda wpływa na szybkość ruchu żołnierza, jego celność i wytrzymałość. Używanie osłon pomaga graczowi unikać wrogiego ognia lub wyleczyć rany po odniesieniu poważnych obrażeń, jako że nie ma tu pancerzy ani apteczek. W przypadku, gdy bohater odniesie poważne obrażenia, wierzchołki ekranu czerwienią się, a bicie serca żołnierza przyspiesza. Jeżeli ten schroni się przed ostrzałem, może się wyleczyć. Gdy bohater znajduje się w polu rażenia granatu, wskaźnik pokazuje jego położenie, co pomaga graczowi uciec lub odrzucić granat w stronę wroga.

### Kampania
Gracz przejmuje podczas kampanii jednoosobowej kontrolę nad wieloma bohaterami. Ich zaangażowanie w fabułę ma miejsce w jednakowym czasie i pokrywa się z wydarzeniami w grze. Jako taka perspektywa gracza może się zmienić w czasie misji z jednego bohatera na drugiego.
Każda misja zawiera serię celów; gracz jest kierowany do danego celu przez główny wyświetlacz, na którym oznaczony jest jego kierunek i odległość. Kilka celów wymaga od gracza przybycia do punktu kontrolnego, podczas gdy inne – wyeliminowania wrogów w określonym miejscu, obrony obiektu bądź podłożenia ładunków wybuchowych na instalacji wroga. Po napisach odblokowany zostaje specjalny epilog grywalny, przedstawiający czteroosobową drużynę ratującą ważną osobę od terrorystów, którzy porwali samolot. SAS ratuje zakładnika i ewakuuje się przed zniszczeniem samolotu.

### Gra wieloosobowa
Call of Duty oferuje tryby gry wieloosobowej oparte na działaniach drużynowych lub deathmatch na różnych mapach. Każdy tryb posiada cel, który wymaga swoistej strategii do jego wykonania. Gracze mogą przywołać rozpoznawcze bezzałogowe aparaty latające, ataki powietrzne oraz śmigłowce szturmowe, gdy zabiją odpowiednio trzech, pięciu i siedmiu wrogów. Gra kończy się, gdy któraś z drużyn (bądź graczy) zdobyła określoną liczbę punktów lub gdy wyznaczony czas się skończy, w wyniku czego wygrywa drużyna lub gracz z największą liczbą punktów. W przypadku gdy gracze mają jednakową liczbę punktów po upływie czasu, aktywowany zostaje tryb Sudden Death (Nagła śmierć), w którym nie ma odradzania się, a drużyna, która nie straci wszystkich członków lub wykona cel, wygrywa. Jeżeli gracz brał udział w dwóch meczach, następuje specjalny mecz Overtime, w którym zwycięska drużyna zostaje uhonorowana nagrodą.
Osiągnięcia gracza w trybie gry wieloosobowej są oznaczone punktami doświadczenia, które można dostać za zabijanie wrogich graczy, wykonywanie wyzwań i celów albo ukończenie rundy, bądź meczu. W miarę jak gracz zdobywa doświadczenie, awansuje na wyższy poziom, odblokowując nowe rodzaje broni, dodatki, wyzwania i tryby rozgrywki. Najwyższy osiągalny poziom to 55., lecz w konsolowych wersjach gry gracz ma możliwość wejścia w tryb „Prestige”, który przywraca pierwszy poziom i usuwa wszelkie odblokowane dodatki. Ten proces może być powtórzony 10 razy z innymi odznakami darowanymi za każdym razem.
Po ukończeniu wyzwania gracz zyskuje punkt doświadczenia i może odblokować nowe dodatki do broni, natomiast kiedy wzrośnie poziom gracza, ten może odblokować nowe rodzaje broni, bonusy i wyzwania. Na niższych poziomach doświadczenia gracz ma dostęp jedynie do pięciu ustalonych klas i nie może stworzyć własnej z wybranym rodzajem broni. Jednak w miarę zdobywania kolejnych poziomów, gracz zyskuje możliwość stworzenia własnej klasy. Wliczone w to jest wybranie głównej broni, strony, z której widoczna jest ręka i specjalny typ granatu. Ponadto gracz może wybrać niewielką liczbę bonusów, które później wpłyną na indywidualizację bohatera. Do efektów bonusów zaliczane są między innymi zwiększenie obrażeń zadawanych przez gracza lub detonacja granatu po śmierci. Gracz dostaje także wyzwania do podjęcia, takie jak zabicie określonej liczby przeciwników za pomocą określonego rodzaju broni czy dokonanie pewnej liczby specyficznych typów trafień.

## Tworzenie
Call of Duty 4 została wyprodukowana przez zespół składający się ze stu ludzi, w ciągu dwóch lat. Po Call of Duty 2 studio Infinity Ward zdecydowało nie podejmować więcej tematyki II wojny światowej z poprzednich gier serii. Konsekwencją tego było powstanie dwóch konceptów: Call of Duty 4: Modern Warfare i Call of Duty: Modern Warfare 2. Podczas tworzenia fabuły dla Call of Duty 4 Infinity Ward podjęło decyzję unikania odwołań do współczesnych, prawdziwych wojen i utrzymania wspólnego dla serii tematu starcia dwóch równorzędnych sił. W celu zwiększenia uczucia realizmu gry studio odpowiedzialne za tworzenie uczestniczyło w ćwiczeniach bojowych w obozie szkoleniowym Marine Corps Air Ground Combat Center Twentynine Palms na pustyni kalifornijskiej. Pomogło to twórcom w symulowaniu efektów znajdowania się w pobliżu strzelającego Abramsa. Studio także rozmawiało z amerykańskimi marines, którzy podejmowali ostatnio działania bojowe, by zaznajomić się z tłem walk, emocjami i postawą marines w trakcie boju. Wynajęto także weteranów w celu kontroli sesji motion capture i zaprojektowania sztucznej inteligencji na potrzeby gry.
Tworzące grę studio zaprojektowało części składowe trybu gry wieloosobowej tak, aby był wyważony i dawał satysfakcję początkującym graczom, ale jednocześnie wciąż oferował coś doświadczonym zawodnikom. Wczesny pomysł wdrożenia wsparcia powietrznego (ataki powietrzne i śmigłowce szturmowe) uwikłał graczy w walkę w pobliżu stref specjalnych w celu uzyskania dostępu do wsparcia z powietrza przeciw wrogom. Ta idea została odrzucona, gdyż zniechęcała do rozgrywki typu deathmatch, jakiej oczekiwali. W jej miejsce wstawiono system nagradzania za określoną liczbę zabójstw, by zachęcić graczy do poprawiania ich umiejętności. Dostali oni możliwość wyboru broni przed meczami, by łatwiej przyzwyczaili się do określonego jej rodzaju i zminimalizowane zostało polowanie na oręż. Mapy zostały zaprojektowane głównie na potrzeby gier typu deathmatch – twórcy odczuwali, że będą pasować również dla innych trybów rozgrywki. Układy map zostały tak zaprojektowane, aby zminimalizować liczbę lokacji, w których gracze mogliby się schronić przed wrogim ostrzałem.

### Ścieżka dźwiękowa
Większość muzyki do Call of Duty 4: Modern Warfare napisał brytyjski kompozytor Stephen Barton, który miał także wkład w muzykę filmową Harry’ego Gregsona-Williamsa. Gregson-Williams także skomponował muzykę do gry, na przykład główny motyw. Kilka utworów muzycznych z gry jest dostępnych na stronie Infinity Ward pod tytułem „7 Days of Modern Warfare”, a niektóre – na prywatnej stronie Bartona. Utwór rapowy grany podczas napisów końcowych został wykonany przez głównego animatora Call of Duty 4, Marka Grigsby’ego.

### Silnik gry
Call of Duty 4: Modern Warfare działa na silniku IW engine i posiada takie efekty jak dynamiczne oświetlenie w czasie rzeczywistym, efekty oświetleniowe HDR, dynamiczne cienie i głębia ostrości. Penetracja pocisków jest obliczana przez silnik, biorący pod uwagę czynniki takie jak typ powierzchni i gęstość obiektu. Gra jest wyświetlana w natywnej rozdzielczości 600p na Xboksa 360 i PS3.
Pewne obiekty, na przykład samochody i część budynków, są podatne na zniszczenie. To czyni ważnym ukrywanie się za wyróżnionymi osłonami, ponieważ obiekty takie jak płoty drewniane i cienkie ściany nie chronią całkowicie graczy przed obrażeniami. Siła pocisku słabnie po przebiciu się przez obiekt, a osłabienie jego lotu jest uzależnione od grubości i typu powierzchni obiektu. Gra korzysta z dynamicznego silnika fizycznego, nieistniejącego w poprzednich grach z serii Call of Duty. Animacje śmierci są kombinacją wcześniej ustawionych animacji oraz fizyki ragdoll. Konsolowe wersje Call of Duty 4: Modern Warfare działają z szybkością 60 klatek na sekundę, a wersja na Wii – na 30 klatkach na sekundę. Kod został włączony w celu ustalenia punktów odradzania, opartych na pobliskiej broni i relacjach między pozycjami wroga a linią wzroku względem punktów. Różne kryteria mają na celu zminimalizowanie liczby graczy ginących natychmiast po dołączeniu do meczu lub zabitych w punkcie odrodzenia przez innych.
Silnik gry został użyty także przy tworzeniu dwóch innych gier Activision. Zmodyfikowana wersja oryginalnego silnika została użyta w Call of Duty: World at War, piątej części serii Call of Duty po Call of Duty 4, podczas gdy nieco zmienionej wersji użyto na potrzeby gry z Jamesem Bondem Quantum of Solace.

## Promocja i wydanie gry
27 kwietnia 2007 roku, dzień po wydaniu oficjalnego zwiastuna gry, Inifnity Ward opublikowało stronę zwaną „Charlie Oscar Delta” w celu dostarczania informacji o grze. Charlie Oscar Delta zawiera system rankingu, który pozwala graczom na zaliczanie misji w celu podwyższenia ich poziomu i rywalizacji o nagrody. Charlie Oscar Delta pochodzi od alfabetu fonetycznego ICAO i pierwszych liter nazwy Call of Duty.
Pierwszy przedstawiający grę zwiastun Call of Duty 4: Modern Warfare został wydany 28 kwietnia 2007 roku. Publiczny beta-test Call of Duty 4: Modern Warfare ogłoszono 30 sierpnia 2007 roku. Celem zaprojektowania beta-testu było sprawdzenie serwerów, odnalezienie usterek i zrównoważenie broni. Był początkowo dostępny tylko dla mieszkańców USA, ale później został udostępniony innym krajom. Wersja beta przestała działać 30 września 2007 roku. Początkowo najwyższą pozycją w wersji beta był poziom 16., lecz później limit ten został zwiększony do 25. poziomu do końca bety. Udostępniono do zabawy trzy mapy do trybu gry wieloosobowej: Crash, Vacant i Overgrown.
Wersja demonstracyjna dla jednego gracza na komputery osobiste została udostępniona 11 października 2007 roku do płatnego pobrania przez serwis Yahoo!, a obecnie można ją pobrać za darmo. Demo zawiera jeden poziom, „The Bog”, który eksponuje zaawansowaną nocną wizję i połączone zdolności silnika graficznego.

### Wersje detaliczne
Gra została wydana w wersji standardowej i kolekcjonerskiej. Edycja Kolekcjonerska zawiera standardową grę przeznaczoną do sprzedaży oraz DVD zawierające film dokumentalny zatytułowany Great SAS Missions, który składa się z archiwalnych materiałów filmowych SAS-u w akcji i relacji byłych członków SAS-u. DVD zawiera też krótkometrażowy film o kulisach produkcji gry i przejście poziomu przez producentów. Ponadto w wersji kolekcjonerskiej znajdują się plakat i luksusowa książka w twardej okładce, która zawiera nigdy wcześniej niepublikowane pomysły, tworzenie i końcowy projekt graficzny. Te elementy zostały spakowane do większej kartonowej wersji standardowego pudełka detalicznego. Edycja kolekcjonerska była początkowo dostępna jedynie w USA, lecz później została wydana w innych krajach.
Edycja Game of the Year została później wydana na komputery osobiste, Xboksa 360 i PlayStation 3. Wersja na PlayStation 3 obejmowała pakiet map Variety na dysku. Jakkolwiek edycja Game of The Year na Xboksa 360 początkowo zawierała wklejkę na opakowaniu, za którą można było uzyskać na Xbox Live Marketplace pakiet map Variety, później takich wklejek następne wydania nie zawierały, więc nie różniły się od oryginalnej wersji gry.
Call of Duty 4 została wydana na kilka konsol i Windowsa 6 listopada 2007 roku w Ameryce Północnej, 7 listopada 2007 roku – w Australii, a 9 listopada 2007 roku – w Europie. Wersja gry na OS X została opublikowana przez Aspyr 26 września 2008. Gra otrzymała klasyfikację wiekową 15 od organizacji BBFC, M – Mature od ESRB, MA15+ od OFLC, 16+ od PEGI i 18 od USK.
Oddzielna wersja Call of Duty 4 na konsolę Nintendo DS, która różniła się od pierwowzoru innym pakietem misji oraz sterowaniem, miała premierę w listopadzie 2007 roku. Port gry na Wii, zatytułowany Call of Duty: Modern Warfare: Reflex, został wyprodukowany przez Treyarch i wydany 10 listopada 2009 roku wraz z Call of Duty: Modern Warfare 2 i Call of Duty: Modern Warfare: Mobilized.
4 listopada 2016 roku premierę miało Call of Duty: Modern Warfare Remastered, czyli odświeżona wersja gry na konsole PlayStation 4 i Xbox One oraz komputery osobiste. Gra oferuje kampanię fabularną oraz wszystkie mapy do rozgrywek wieloosobowych, które znalazły się w pierwowzorze (w momencie premiery było dostępnych 10 map, a pozostałe 6 zostanie dodanych w grudniu), w lepszej oprawie graficznej. W stosunku do wersji z 2007 roku gra została wzbogacona o tekstury w wyższej rozdzielczości, nowe animacje, udoskonalone oświetlenie i cieniowanie; gra doczekała się także zmian w oprawie dźwiękowej.

### Materiały dodatkowe
8 kwietnia 2008 roku Infinity Ward wydało pakiet map Variety na Xboksa 360. Zawiera on mapy do trybu gry wieloosobowej: „Killhouse”, „Creek”, „Chinatown” i „Broadcast”. Taki sam pakiet został wydany 24 kwietnia 2008 roku na PlayStation 3. W ciągu dziewięciu dni od wydania pobrało go około milion osób, co było najwyższym notowaniem na usłudze Xbox Live i przyniosło zyski w wysokości 10 milionów dolarów. Został udostępniony do darmowego pobrania 5 czerwca 2008 na Windowsa przy sponsoracie NVIDII, wraz z aktualizacją 1.6. Kolejna łata na wersje gry na PlayStation 3 i Xboksa 360 została ogłoszona około rok później, w sierpniu 2009 roku; była wymierzona w nadużycia w trybie gry wieloosobowej.

## Odbiór gry
Modern Warfare została pozytywnie przyjęta przez wielu krytyków. Wersja na Xboksa 360 otrzymała średnią wynoszącą 94% maksymalnych ocen z 77 recenzji według agregatora GameRankings i punktację 94/100, opartą na 70 recenzjach według Metacritic. Wersja na PlayStation 3 otrzymała średnią ocen 94% opartą na 46 recenzjach na GameRankings i punktację 94/100 z 44 recenzji na Metacritic. Wersja na platformę Windows również została oceniona pozytywnie, osiągając średnią wynoszącą 92% maksymalnych ocen, bazującą na 38 recenzjach na GameRankings oraz punktację 92/100 opartą na 40 recenzjach na Metacritic.
Will Tuttle z portalu TeamXbox ocenił rozgrywkę jako wnoszącą nowy poziom intensywności do gatunku. Ryan McCaffrey z „Official Xbox Magazine” pisał o trybie gry wieloosobowej, że utrwala on klasyczny status gry i przedłuża jej żywotność. Jeff Gerstmann z portalu GameSpot pozytywnie ocenił Call of Duty 4: Modern Warfare, chwaląc wysoką jakość kampanii oraz zróżnicowane tryby gry wieloosobowej. Według Jonathana Hunta z portalu X-Play gra była bliska zrewolucjonizowania gatunku. Travis Moses z magazynu „GamePro” stwierdził, że pod względem trybu gry wieloosobowej Call of Duty 4 może konkurować z istniejącym w Halo 3.
Fabuła gry otrzymała sporo pozytywnych ocen od recenzentów. Travis Moses twierdził, że intensywny tryb gry jednoosobowej stanowi szczególne doznanie dla gracza. Jeff Gerstmann pisał, że kampania ze względu na jej krótki czas trwania jest jedyną wadą gry. Choć Hilary Goldstein z portalu IGN opisał grę jako bardzo linearną tak jak w przypadku poprzednich gier z serii, przez co ta oferuje mniej niż gry typu „piaskownica”, stwierdził, że stanowi bogatsze doznanie od tego typu gier.
Call of Duty 4 stała się także obiektem krytyki. Recenzent z pisma „Xbox World 360” uważał, że gra nie spowodowała rewolucji w gatunku. Krytyk z pisma „Pelit” stwierdził, że strukturę trybu gry jednoosobowej należy poprawić, a sama rozgrywka po pewnym czasie staje się powtarzalna.

### Nagrody
Modern Warfare otrzymała nagrody różnych portali o grach i publikacji. Zarówno GameSpot, jak i GameTrailers dały grze nagrody Best Graphics of E3 2007 (Najlepsza oprawa graficzna na E3 2007) i Best PlayStation 3 Game of 2007 (Najlepsza gra roku 2007 na PlayStation 3), a później znalazła się na liście najlepszych 10 gier z gatunku FPS na 3. miejscu. Otrzymała pochwały od pisma „GamePro” i portalu GameSpy, otrzymując miano najlepszej gry roku 2007 lub Gry Roku. Game Critics przyznał jej miano najlepszej gry akcji. Od innych organizacji, takich jak IGN, „X-Play” i Spike Video Game Awards, gra otrzymywała nagrody za najlepsze udźwiękowienie, dla najlepszego shootera roku 2007 i najlepszej gry militarnej. Od Akademii Sztuk i Nauk Interaktywnych Call of Duty 4 otrzymała nagrody Console Game of the Year (Konsolowa gra roku), Action Game of the Year (Gra akcji roku) i Overall Game of the Year (Gra Roku). Podczas 5. ceremonii wręczenia nagród British Academy Video Games Awards przyznawanej przez BAFTA Call of Duty 4 zdobywała także nagrody Best Gameplay of the Year (Najlepsza rozgrywka roku), Best Story and Character of the Year (Najlepsza fabuła i bohater roku) oraz People’s Choice Game of the Year (Gra roku według publiczności).

### Sprzedaż
Zanim wydano Call of Duty 4, przewidywano, że sprzeda się w większej liczbie egzemplarzy niż ciesząca się powodzeniem Halo 3; zdobyła oceny równie wysokie jak Halo 3, ale działała na większej liczbie platform, podczas gdy konkurencyjny produkt – tylko na jednej. Spełniła przewidywania, a wersja na Xboksa 360, według NPD Group, była grą o najwyższej sprzedaży w Stanach Zjednoczonych od listopada 2007 roku do stycznia 2008 roku. W USA wersje na Xboksa 360 i PlayStation 3 sprzedano do listopada 2007 roku w liczbie odpowiednio 1 570 000 i 444 000 egzemplarzy; do grudnia na Xboksa 360 sprzedaż wyniosła kolejne 1 470 000 sztuk; w styczniu 2008 roku sprzedanych zostało następne 331 000 egzemplarzy na Xboksa 360 i 140 000 na PlayStation 3. Wersja na Xboksa 360 była według NPD Group trzecią pod względem sprzedaży grą w 2007 roku w Stanach, wyprzedaną w liczbie 3 040 000 sztuk, za Halo 3, która sprzedała się w liczbie 4 820 000 egzemplarzy. W styczniu 2008 roku sprzedaż Call of Duty 4 liczyła 7 milionów sztuk na całym świecie i stanowiła ona najlepiej sprzedającą się grę roku 2007. 3 czerwca 2008 roku Infinity Ward poinformowało, że łączna sprzedaż Call of Duty 4 wyniosła ponad 10 milionów egzemplarzy. Do maja 2009 roku gra osiągnęła sprzedaż 13 milionów egzemplarzy.
Call of Duty 4 jest celem piractwa, czego rezultatem jest mnóstwo nielegalnie pobranych w Internecie kopii gry. Według serwisu TorrentFreak w roku 2008 było ich 830 000, w związku z czym Call of Duty 4 znajdowała się na szóstym miejscu na liście najczęściej piraconych gier roku. Negatywnie o tym zjawisku wyraził się Robert Bowling, zarządca ds. społeczności z Infinity Ward.
W Norwegii po zamachach w roku 2011 wstrzymano sprzedaż 51 gier, w tym Call of Duty 4: Modern Warfare i World of Warcraft, ze względu na możliwą inspirację zabójcy tymi grami.

### Wersja na Wii
Call of Duty: Modern Warfare – Reflex została utworzona przez Treyarch. Wersja Modern Warfare na Wii ma mniej możliwości niż na inne platformy. Nie obsługuje podzielonego ekranu w trybie gry wieloosobowej, a grafika nie jest tak zaawansowana. Mark Bozon z IGN-u pisał, że oprawa graficzna i kontrola wskaźnika nie są tak dopracowane w wersji World at War na Wii, choć pochwalił możliwości dostosowania do potrzeb użytkownika i tryb gry wieloosobowej. Steve Bramble z „Official Nintendo Magazine” pochwalił zawartość gry podobną do wersji z innych platform, jednak także skrytykował grafikę. Chris Watters z GameSpotu twierdził, że gra wieloosobowa jest tak uzależniająca jak w innych wersjach, a kontroler – precyzyjny i możliwy do dostosowania.